# The Left-Handed Man
The Left-Handed Man è un cortometraggio muto del 1913 diretto da D.W. Griffith.

## Trama
Un ladro cerca di mettere nei guai l'innamorato di una ragazza, creando tutta una serie di prove false per incriminarlo. Ma la giovane crede all'innocenza del fidanzato e, dopo un'indagine, la verità verrà a galla.

## Produzione
Il film fu prodotto dalla Biograph Company.

## Distribuzione
Distribuito dalla General Film Company, il film - un cortometraggio di una bobina - uscì nelle sale cinematografiche statunitensi il 21 aprile 1913. Copia della pellicola viene conservata negli archivi del Museum of Modern Art. I diritti del film sono di pubblico dominio.